# تريسي هاينز
تريسي هاينز (بالإنجليزية: Tracy Hines)‏ هو سائق سباق أمريكي، ولد في 1 مايو 1972 في نيو كاسل في الولايات المتحدة.

## وصلات خارجية
- الموقع الرسمي
- تريسي هاينز على موقع Racing-Reference.info (الإنجليزية)